# Hannah Cairo
Hannah Mira Cairo (Nassau, 2007) és una matemàtica estatunidenca que va obtenir reconeixement als 17 anys per refutar la conjectura de Mizohata-Takeuchi en anàlisi harmònica.

## Primers anys de vida i educació
Cairo va néixer a Nassau (Bahames). Durant la pandèmia de la COVID-19, va començar a participar al Berkeley Math Circle (BMC) de forma remota. Després de traslladar-se als Estats Units, va continuar assistint a classes de matemàtiques de nivell universitari a la Universitat de Califòrnia a Berkeley, incloent-hi cursos impartits pel matemàtic Ruixiang Zhang.
Es preveu que a la tardor del 2025 comenci els seus estudis de doctorat a la Universitat de Maryland, centrant-se en la teoria de restriccions de Fourier.

## Treball matemàtic
Mentre estudiava amb Zhang, Cairo va començar a treballar en la conjectura de Mizohata-Takeuchi, que havia romàs sense resoldre des dels anys vuitanta. Inicialment amb l'objectiu de demostrar la conjectura, va construir un contraexemple que la refutava. El seu treball va implicar l'ús de fractals i altres eines i originalment va donar lloc a un contraexemple més complex abans de trobar un exemple més simple després de reformular el problema en l'espai de freqüències.
Les seves troballes es van publicar a la preimpressió titulada A Counterexample to the Mizohata–Takeuchi Conjecture (Un contraexemple de la conjectura de Mizohata-Takeuchi) i es van penjar al servidor de preimpressió arXiv el 10 de febrer de 2025. Més tard aquell mateix any, va presentar el seu treball al 12è Congrés Internacional d'Anàlisi Harmònica i Equacions Diferencials Parcials a El Escorial. Els mitjans de comunicació la van descriure com una de les matemàtiques més joves a resoldre un problema obert important.

## Publicacions seleccionades
- Cairo, Hannah «A Counterexample to the Mizohata-Takeuchi Conjecture». arXiv. Cornell University, 12-03-2025, pàg. 15.